# Leitgebia colombiana
Leitgebia colombiana är en tvåhjärtbladig växtart som beskrevs av Richard Evans Schultes. Leitgebia colombiana ingår i släktet Leitgebia och familjen Ochnaceae. Inga underarter finns listade i Catalogue of Life.